# Miroslav Zálešák
Miroslav Zálešák (* 2. ledna 1980 Skalica) je bývalý slovenský hokejový útočník. Momentálně pracuje jako Evropský skaut pro zámořský tým Colorado Avalanche.

## Hráčská kariéra
S hokejem začínal v týmu HK Ardo Nitra kde odehrál juniorské kategorie a debutoval ve slovenské nejvyšší lize. V roce 1998 byl draftován ve 4. kole, celkově 104. týmem San Jose Sharks. Po draftu odešel do zámoří, kde odehrál dvě sezóny v lize QMJHL za tým Drummondville Voltigeurs, kde se stal v poslední sezóně nejlepším hráčem v týmu. V sezóně 2000/01 podepsal smlouvu s týmem San Jose Sharks, čtyři sezóny hrával na farmě ale v první sezóně hrával za klub Kentucky Thoroughblades a v následující třech sezónách hrával v týmu Cleveland Barons.
11. března 2003 měl debut v NHL proti týmu St. Louis Blues kde odehrál 14:25. Při výluce v NHL se vrátil do vlasti, odehrál 18 zápasů v týmu HK 36 Skalica poté přestoupil do české nejvyšší ligy, do týmu HC Chemopetrol Litvínov kde dohrál sezónu. 16. listopadu 2004 měl debut v české extralize proti týmu HC Rabat Kladno. Po výluce v NHL se vrátil zpět do týmu San Jose Sharks, kde opět podepsal smlouvu jenže při zavedení platového stropu mu smlouvu zrušili a uvolnili ho do trhu volných hráčů, poté podepsal smlouvu s týmem Washington Capitals jako volný hráč. V zámoří neodehrál už žádný zápas a v říjnu roku 2005 podepsal smlouvu se švédským týmem Södertälje SK, kde strávil celý ročník 2005/06.
V sezóně 2006/07 se vrátil zpět do Česka a podepsal smlouvu s týmem HC Oceláři Třinec, za klub odehrál dvě sezóny ve kterých nasbíral 12 bodů. Během ročníku 2007/08 se vrátil zpět do týmu HK 36 Skalica, kde hrával necelé čtyři sezóny ve kterých v sezóně 2007/08 pomohl týmu probojovat se do semifinále playoff, ale klub v semifinále podlehl HC Košice 3:4 na zápasy a v následující sezóně pomohl HK 36 Skalica probojovat až do finále playoff, ale opět podlehli týmu HC Košice 2:4 na zápasy. Sezónu 2010/11 začal ve Skalici, kde byl v průběhu sezóny nejlepším hráčem ligy a 30. ledna 2011 přestoupil do týmu HC Košice, kde podepsal smlouvu do roku 2014. V roce 2012 však odešel z týmu a zavítal zpět do Česka, kde se dohodl na ročním kontraktu s týmem Piráti Chomutov pro sezónu 2012/2013. po roční angažmá v Chomutově se na dva roky přemístil do kazašského týmu HK Irtyš-Pavlodar. Na konci sezony 2014/15 posílil slovenský mančaft HK 36 Skalica, který se ale neprobojoval do play off, se šesti zápasy si připsal jednu branku. Poslední sezona v kariéře začínal v anglickém klubu Swindon Wildcats, po sedmi zápasech se opět vrátil do Skalice, v závěru ročníku posílil ŠHK 37 Piešťany  kvůli problému klubu HK 36 HANT Skalica, který byl vyloučen ze soutěže. 14. července 2016 oficiálně oznámil konec profesionální kariéry a stal se skautem týmu Colorado Avalanche. 

## Ocenění a úspěchy
- 2004 AHL - Utkání hvězd
- 2005 ČHL/SHL – Utkání hvězd české a slovenské extraligy
- 2011 SHL - All-Star Tým
- 2011 SHL - Nejproduktivnější hráč
- 2011 SHL - Nejlepší střelec v playoff
- 2011 SHL - Nejproduktivnější hráč v playoff

## Prvenství

### NHL
- Debut - 11. března 2003 (San Jose Sharks proti St. Louis Blues)
- První gól - 11. března 2003 (San Jose Sharks proti St. Louis Blues, americkému brankáři Brentu Johnsonovi)
- První asistence - 17. března 2003 (San Jose Sharks proti Chicago Blackhawks)

### ČHL
- Debut - 16. listopadu 2004 (HC Chemopetrol Litvínov proti HC Rabat Kladno)
- První gól - 16. listopadu 2004 (HC Chemopetrol Litvínov proti HC Rabat Kladno, českému brankáři Zdeňku Orctovi)
- První asistence - 7. prosince 2004 (HC Chemopetrol Litvínov proti HC Oceláři Třinec)

## Klubová statistika
| Sezóna         | Klub                     | Soutěž         |     | Základní část | Základní část | Základní část | Základní část | Základní část |    | Play off | Play off | Play off | Play off | Play off |
| Sezóna         | Klub                     | Soutěž         | Z   | G             | A             | B             | TM            | Z             | G  | A        | B        | TM       |          |          |
| 1997/1998      | HK Ardo Nitra            | SHL            | 30  | 8             | 6             | 14            | 0             | –             | –  | –        | –        | –        |          |          |
| 1998/1999      | MHC Nitra                | SHL            | 15  | 4             | 3             | 7             | 10            | –             | –  | –        | –        | –        |          |          |
| 1998/1999      | Drummondville Voltigeurs | QMJHL          | 45  | 24            | 27            | 51            | 18            | –             | –  | –        | –        | –        |          |          |
| 1999/2000      | Drummondville Voltigeurs | QMJHL          | 60  | 50            | 61            | 111           | 40            | 16            | 7  | 11       | 18       | 4        |          |          |
| 2000/2001      | Kentucky Thoroughblades  | AHL            | 60  | 14            | 11            | 25            | 26            | 3             | 0  | 1        | 1        | 4        |          |          |
| 2001/2002      | Cleveland Barons         | AHL            | 74  | 22            | 20            | 42            | 44            | –             | –  | –        | –        | –        |          |          |
| 2002/2003      | Cleveland Barons         | AHL            | 50  | 27            | 22            | 49            | 35            | –             | –  | –        | –        | –        |          |          |
| 2002/2003      | San Jose Sharks          | NHL            | 10  | 1             | 2             | 3             | 0             | –             | –  | –        | –        | –        |          |          |
| 2003/2004      | Cleveland Barons         | AHL            | 72  | 35            | 40            | 75            | 80            | 9             | 1  | 4        | 5        | 14       |          |          |
| 2003/2004      | San Jose Sharks          | NHL            | 2   | 0             | 0             | 0             | 0             | –             | –  | –        | –        | –        |          |          |
| 2004/2005      | HK 36 Skalica            | SHL            | 18  | 11            | 14            | 25            | 18            | –             | –  | –        | –        | –        |          |          |
| 2004/2005      | HC Chemopetrol Litvínov  | ČHL            | 30  | 6             | 6             | 12            | 26            | 6             | 1  | 1        | 2        | 0        |          |          |
| 2005/2006      | Södertälje SK            | SEL            | 43  | 16            | 9             | 25            | 28            | –             | –  | –        | –        | –        |          |          |
| 2006/2007      | HC Oceláři Třinec        | ČHL            | 11  | 2             | 0             | 2             | 6             | 1             | 1  | 0        | 1        | 32       |          |          |
| 2007/2008      | HC Oceláři Třinec        | ČHL            | 25  | 4             | 5             | 9             | 55            | –             | –  | –        | –        | –        |          |          |
| 2007/2008      | HK 36 Skalica            | SHL            | 21  | 13            | 16            | 29            | 20            | 10            | 3  | 5        | 8        | 31       |          |          |
| 2008/2009      | HK 36 Skalica            | SHL            | 38  | 13            | 33            | 46            | 62            | 17            | 2  | 9        | 11       | 16       |          |          |
| 2009/2010      | HK 36 Skalica            | SHL            | 47  | 26            | 14            | 40            | 76            | 7             | 1  | 2        | 3        | 6        |          |          |
| 2010/2011      | HK 36 Skalica            | SHL            | 52  | 23            | 33            | 56            | 88            | –             | –  | –        | –        | –        |          |          |
| 2010/2011      | HC Košice                | SHL            | 6   | 5             | 3             | 8             | 4             | 14            | 8  | 8        | 16       | 4        |          |          |
| 2011/2012      | HC Košice                | SHL            | 54  | 15            | 32            | 47            | 36            | 16            | 7  | 5        | 12       | 18       |          |          |
| 2012/2013      | Piráti Chomutov          | ČHL            | 49  | 9             | 13            | 22            | 57            | –             | –  | –        | –        | –        |          |          |
| 2013/2014      | HK Irtyš-Pavlodar        | ČKVL           | 46  | 26            | 43            | 69            | 34            | 13            | 2  | 8        | 10       | 8        |          |          |
| 2014/2015      | HK Irtyš-Pavlodar        | ČKVL           | 21  | 5             | 15            | 20            | 30            | —             | —  | —        | —        | —        |          |          |
| 2014/2015      | HK 36 Skalica            | SHL            | 6   | 1             | 0             | 1             | 2             | —             | —  | —        | —        | —        |          |          |
| 2015/2016      | Swindon Wildcats         | EIHL           | 7   | 4             | 6             | 10            | 2             | —             | —  | —        | —        | —        |          |          |
| 2015/2016      | HK 36 Skalica            | SHL            | 21  | 2             | 7             | 9             | 6             | —             | —  | —        | —        | —        |          |          |
| 2015/2016      | ŠHK 37 Piešťany          | SHL            | 8   | 1             | 0             | 1             | 6             | —             | —  | —        | —        | —        |          |          |
| Celkem v QMJHL | Celkem v QMJHL           | Celkem v QMJHL | 105 | 74            | 88            | 162           | 58            | 16            | 7  | 11       | 18       | 4        |          |          |
| Celkem v AHL   | Celkem v AHL             | Celkem v AHL   | 256 | 98            | 93            | 191           | 185           | 12            | 1  | 5        | 6        | 18       |          |          |
| Celkem v NHL   | Celkem v NHL             | Celkem v NHL   | 12  | 1             | 2             | 3             | 0             | –             | –  | –        | –        | –        |          |          |
| Celkem v SHL   | Celkem v SHL             | Celkem v SHL   | 315 | 122           | 160           | 282           | 328           | 64            | 22 | 28       | 50       | 75       |          |          |
| Celkem v SEL   | Celkem v SEL             | Celkem v SEL   | 43  | 16            | 9             | 25            | 28            | –             | –  | –        | –        | –        |          |          |
| Celkem v ČHL   | Celkem v ČHL             | Celkem v ČHL   | 115 | 21            | 24            | 45            | 144           | 7             | 2  | 1        | 3        | 32       |          |          |
| Celkem v ČKVL  | Celkem v ČKVL            | Celkem v ČKVL  | 67  | 31            | 58            | 89            | 64            | 13            | 2  | 8        | 10       | 8        |          |          |

## Reprezentace
| Rok                    | Tým                    | Soutěž                 | Z  | G | A | B | TM |
| ---------------------- | ---------------------- | ---------------------- | -- | - | - | - | -- |
| 1999                   | Slovensko 20           | MSJ                    | 5  | 2 | 1 | 3 | 4  |
| 2000                   | Slovensko 20           | MSJ                    | 7  | 1 | 2 | 3 | 2  |
| 2006                   | Slovensko              | MS                     | 7  | 0 | 1 | 1 | 2  |
| 2010                   | Slovensko              | MS                     | 3  | 0 | 0 | 0 | 0  |
| Juniorská reprezentace | Juniorská reprezentace | Juniorská reprezentace | 12 | 3 | 3 | 6 | 8  |
| Seniorská reprezentace | Seniorská reprezentace | Seniorská reprezentace | 10 | 0 | 1 | 1 | 2  |